# Claire Rose
Claire Rose (23 de maig de 1987) és una ciclista britànica, professional des del 2016 i actualment a l'equip Visit Dallas-DNA.

## Palmarès
- 2017
  -  Campiona del Regne Unit en contrarellotge
  - Vencedora d'una etapa al Redlands Bicycle Classic
  - Vencedora de 2 etapes a la Cascade Cycling Classic